# Huntertown
Huntertown és una població dels Estats Units a l'estat d'Indiana. Segons el cens del 2008 tenia 2.158 habitants.

## Demografia
Segons el cens del 2000, Huntertown tenia 1.771 habitants, 663 habitatges, i 501 famílies. La densitat de població era de 419,5 habitants/km².
Dels 663 habitatges en un 39,4% hi vivien nens de menys de 18 anys, en un 63,8% hi vivien parelles casades, en un 8,7% dones solteres, i en un 24,4% no eren unitats familiars. En el 20,7% dels habitatges hi vivien persones soles el 8,1% de les quals corresponia a persones de 65 anys o més que vivien soles. El nombre mitjà de persones vivint en cada habitatge era de 2,67 i el nombre mitjà de persones que vivien en cada família era de 3,1.
Per edats la població es repartia de la següent manera: un 28,9% tenia menys de 18 anys, un 8,2% entre 18 i 24, un 32,9% entre 25 i 44, un 22% de 45 a 60 i un 8,1% 65 anys o més.
L'edat mediana era de 34 anys. Per cada 100 dones de 18 o més anys hi havia 90,8 homes.
La renda mediana per habitatge era de 52.250$ i la renda mediana per família de 59.219$. Els homes tenien una renda mediana de 41.150$ mentre que les dones 28.152$. La renda per capita de la població era de 21.232$. Entorn del 3% de les famílies i el 4,2% de la població estaven per davall del llindar de pobresa.

## Poblacions més properes
El següent diagrama mostra les poblacions més properes.